# Планирование — программирование — бюджетирование
«Планирование — программирование — бюджетирование» (англ. Planning, Programming, and Budgeting System, PPBS) — система программно-целевого бюджетирования (обеспечения оптимального распределения бюджетных ресурсов при долгосрочном горизонте планирования).

## Определение
«Планирование» в контексте системы — это разработка системы целей и стратегий по их достижению; «программирование» — разработка комплекса мероприятий по реализации стратегий (программы); «бюджетирование» — разработка в стоимостном выражение целей, стратегий и намеченных комплекса мероприятий (сметы и графики расходов, прогнозируемые финансовые результаты исполнения программ), а также необходимых для этого ресурсов.
PPBS включает следующие этапы: определение общих целей; определение множества программ, позволяющих добиться этих целей; определение издержек и результатов каждой программы, чтобы распределение бюджетных средств осуществлялось на основе соотношений затрат и выгод каждой программы. Полученный единый бюджет, в основе которого лежат множество бюджетов программ, позволяет преодолевать барьеры, имеющиеся между различными подразделениями. К тому же отпадает необходимость составления отдельных бюджетов каждым из указанных подразделений.

## История
Впервые внедрена в 1961 году в Министерстве обороны США его главой Робертом Макнамарой с помощью консультанта министерства обороны Чарльза Хитча с целью контроля многочисленных программ развития дорогостоящих видов вооружения и растущих затрат по алгоритму: цель, задачи, план, программа реализации, финансовый план, бюджет, смета, калькуляция.

## Государственное бюджетирование в США
Каждое федеральное министерство анализирует все выполняемые им виды деятельности, группирует эти виды деятельности в программы, ориентированные на достижение определённых социально значимых целей, строит иерархию задач или мероприятий, ведущих к достижению цели, ведёт эту иерархию до базовых элементов, оценивает затраты на выполнение каждого элемента программ для дальнейшей оценки стоимости реализации программ в целом. 
PPBS позволяет сравнивать альтернативные варианты выполнения поставленных задач и выбирать наилучший. Эта система была преемственна идеям «Бюджетирование, ориентированное на результат» (БОР). Но PPBS преодолевает ряд недостатков прежней системы: излишняя децентрализация процесса бюджетного планирования приводила к ошибкам в определении расходных потребностей и распределении бюджетных ассигнований между конкурирующими программами; существовавшее ограничение горизонта планирования в один год.
PPBS диктует последовательный и ежегодный процесс, завершающийся ежегодным планом обороны, за которым следует оборонная программа, а затем оборонный бюджет. PPBS требует, чтобы планировщики сосредоточились на оперативных потребностях, программисты связывают планы с шестилетним финансовым планом, а бюджетники готовят годовой бюджет для Конгресса. Хотя каждый шаг содержит более подробные финансовые данные, однолетний бюджет вытекает из шестилетнего финансового плана на будущие годы, который основан на ещё более долгосрочном стратегическом плане.
По мнению Аллена Шика при внедрении PPBS был ликвидирован разрыв между бюджетированием и планированием. Во время глобального кризиса, в 1934—1943 годах, Министерство планирования национальных ресурсов США было максимально близко к Госплану СССР. Федеральное правительство США через различные советы и комитеты занимается центральным планированием не только в обороной и налоговой сфере, чем стало походить на социалистические страны. Из-за крупных государственных капиталовложений было внедрено многолетнее прогнозирование, а диверсификация государственных агентств привела к необходимости внедрения координирующих механизмов с постоянно действующим центром, который был интегрирован в деятельность различных подразделений.